# Gounellea histrio
Gounellea histrio är en skalbaggsart som först beskrevs av Pierre Émile Gounelle 1906.  Gounellea histrio ingår i släktet Gounellea och familjen långhorningar. Inga underarter finns listade i Catalogue of Life.